# Pauline Levasseur
Pauline Levasseur, née le 24 juillet 1991 à Arras (Pas-de-Calais), est une femme politique française.

## Biographie
Adhérente d'En Marche et suppléante de la députée Agnès Pannier-Runacher, nommée en 2024 à la Transition écologique, Pauline Levasseur devient députée. 